# Atlasmethode
De Atlasmethode wordt door de Wereldbank sinds 1993 gebruikt om de omvang van economieën in termen van bruto nationaal inkomen (bni) in Amerikaanse dollars te schatten. Er wordt hierbij gebruik gemaakt van een driejarig gemiddelde om het effect van wisselkoersfluctuaties in een jaar reduceren en daarmee de internationale vergelijkbaarheid te verbeteren.
Van een land wordt de bni in nationale valuta omgerekend in Amerikaanse dollars met behulp van de Atlas-conversiefactor. Deze factor is een driejarig gemiddelde van de wisselkoersen, gecorrigeerd voor het verschil in inflatie. Deze inflatiecorrectie wordt gedaan om het effect van andere zaken op de wisselkoers te reduceren. 
Voor de inflatie wordt de bbp-deflator gebruikt. Deze wordt berekend door het nominaal bruto binnenlands product (bbp) te delen door het reëel bbp. De wereldinflatie is een gewogen gemiddelde van de bbp-deflatoren van de landen die deel uitmaken van de SDR: de Volksrepubliek China, Japan, de Verenigde Staten en de landen die deel uitmaken van de eurozone. 
Het bni van het land in nationale valuta wordt vermenigvuldigd met de aldus berekende gecorrigeerde wisselkoers. De uitkomst is een bedrag in dollars hetgeen de internationale vergelijking van landen beter mogelijk maakt. Door de uitkomst te delen door het gemiddeld aantal inwoners van het betreffende land, krijgt men het bni per hoofd van de bevolking.

## Fictief voorbeeld
In deze tabel worden de stappen aan de hand van een cijfervoorbeeld uiteengezet.
|                                      | t-2   | t-1   | t     |
| ------------------------------------ | ----- | ----- | ----- |
| bbp-deflator land index              | 100   | 125   | 140   |
| Mutatie (A)                          | 1,40  | 1,12  | 1,00  |
| bbp-deflator SDR index               | 100   | 105   | 110   |
| Mutatie (B)                          | 1,10  | 1,05  | 1,00  |
| A/B = C                              | 1,27  | 1,07  | 1,00  |
|                                      |       |       |       |
| Wisselkoers land vs dollar (D)       | 3,00  | 4,00  | 5,00  |
| C*D = E                              | 3,82  | 4,27  | 5,00  |
| Gemiddelde koers over drie jaren (F) |       |       | 4,36  |
|                                      |       |       |       |
| bni in lokale valuta (G)             | 90    | 120   | 150   |
| bni in US$ (G/D)                     | 30,00 | 30,00 | 30,00 |
| idem volgens Atlasmethode (G/F)      |       |       | 34,39 |